# 山田村 (山口県)
山田村（やまだそん）は、山口県阿武郡にあった村。現在の萩市山田にあたる。

## 地理
- 海洋：日本海
- 山岳：三角山、大藤山、定仙山、鯨ヶ岳、扇山、白水山、天狗山、後山
- 河川：橋本川

## 歴史
- 1889年（明治22年）4月1日 - 町村制の施行により、近世以来の山田村が単独で自治体を形成。
- 1923年（大正12年）4月1日 - 萩町・椿東村・椿村と合併し、改めて萩町が発足。同日山田村廃止。

## 交通

### 鉄道路線
現在は旧村域に山陰本線の玉江駅が所在するが、当時は未開業。